# Júlio Cabral
Antônio Júlio Bernardo Cabral, mais conhecido como Júlio Cabral, (Manaus, 16 de março de 1954) é um advogado e político brasileiro, outrora deputado federal por Roraima.

## Dados biográficos
Filho de José Bernardo Cabral e Zuleide da Rocha Bernardo Cabral. Advogado formado pela Universidade Candido Mendes em 1980, estreou na política ao eleger-se deputado federal pelo PTB de Roraima em 1990. Durante o mandato migrou para o PRN meses antes do impeachment de Fernando Collor em 1992, votando a favor da punição ao então presidente. Filiou-se ao PP às vésperas do pleito de 1994, mas não disputou a reeleição. Nomeado conselheiro do Tribunal de Contas do Amazonas pelo governador Amazonino Mendes em 2000, permaneceu na corte por vinte e dois anos.
Seu pai foi deputado federal e senador pelo Amazonas e relator-geral da Constituição de 1988, além de ministro da Justiça e ministro interino da Agricultura no Governo Collor.